# Anton Zimlich

Anton Zimlich (um 1900)

Anton Zimlich (* 12. Juli 1830 in Straßbessenbach bei Aschaffenburg; † 13. Juli 1918) war ein bayerischer Zündholzfabrikant und Abgeordneter.

## Werdegang
Zimlich war in Eichstätt niedergelassen und dort Mitglied des Magistratsrats. Als Kandidat der Zentrumspartei zog er bei der Landtagswahl im Juli 1887 im Wahlkreis Weißenburg in die Kammer der Abgeordneten des Bayerischen Landtags ein, dem er bis 1904 angehörte.